# 4793 Slessor
4793 Slessor eller 1988 RR4 är en asteroid i huvudbältet som upptäcktes den 1 september 1988 av den belgiske astronomen Henri Debehogne vid La Silla-observatoriet. Den är uppkallad efter Mary Slessor.
Asteroiden har en diameter på ungefär 13 kilometer och den tillhör asteroidgruppen Leonidas.